# The People vs.
The People vs. es el primer álbum oficial del rapero Trick-Trick, en el cual se incluye el tema llamado "Welcome To Detroit" con el rapero Eminem.

## Lista de canciones
1. Intro
2. M-1
3. Welcome 2 Detroit (Trick Trick Song)|Welcome 2 Detroit (featuring Eminem)
4. My Name Is Trick Trick
5. Attitude Adjustment (featuring Jazze Pha)
6. Big Mistake (featuring Mr. Porter)
7. No More To Say (featuring Eminem & Proof)
8. Leave Your Past
9. Lady (Let You Go)
10. Let's Roll (featuring Mr. Porter)
11. Get Bread
12. Sucha
13. War (featuring Obie Trice)
14. What Da fuck (featuring Miz Korona)
15. Let's Scrap (featuring Diezel)
16. Head Bussa

- Datos: Q2715360